# D64 – Zentrum für Digitalen Fortschritt
D64 – Zentrum für Digitalen Fortschritt e. V. (D64) ist ein digitalpolitischer Verein mit Sitz in Berlin, dessen Ziel es ist, die öffentliche Debatte um die gesellschaftliche Veränderung durch das Internet, insbesondere im Hinblick auf die politische Entwicklung in Deutschland, mitzugestalten. Der Verein wurde im Dezember 2011 gegründet und steht nach eigenen Angaben der „sozialdemokratischen Idee“ nahe.

## Ziel
Der 2011 gegründete Verein versteht sich selbst als Think Tank und will die gesellschaftliche Entwicklung einer Digitalen Transformation mitgestalten. Zielsetzung ist laut der Charta, die zehn Punkte umfasst, durch „eigene Impulse die politisch Handelnden zu einer besseren Netzpolitik [zu] bewegen“. Als Kompass für die inhaltliche Ausrichtung fungieren dabei die Grundwerte Freiheit, Gerechtigkeit und Solidarität, die es vor dem Hintergrund der Digitalisierung zu aktualisieren gilt.
Der Verein setzt sich unter anderem für die Forderung nach „freiem Internetzugang für alle“, „grundrechtsorientiertem Datenschutz“, der „konsequenten Digitalisierung von Arbeit und Wissenschaft“ sowie nach einem Erhalt des „grenzenlosen Internets“ ein.

## Aktivitäten
D64 engagierte und engagiert sich in vielerlei Debatten und Kampagnen zu Netzpolitik. Kampagnenthemen des Vereins waren die Verhinderung eines Leistungsschutzrechts für Presseverleger, die Verhinderung einer Vorratsdatenspeicherung, die Förderungen von Creative-Commons-Lizenzen, digitale Lehrmittelfreiheit und die Verhinderung von Uploadfiltern in der umstrittenen europäischen Richtlinie zum Urheberrecht im digitalen Binnenmarkt.
Neben den Kampagnen veröffentlicht der Verein regelmäßig Blogbeiträge und Policy-Papiere zu verschiedenen Themen im Bereich der Digitalpolitik, so z. B. ein Grundwertepapier über Künstliche Intelligenz.
Die Arbeit der Vereinsmitglieder ist in 13 Arbeitsgruppen organisiert: AG Bildung, AG Cybersecurity, AG Datenschutz, AG Digitale Demokratie, AG E-Health, AG Kreativwirtschaft, AG Künstliche Intelligenz, AG Nachhaltigkeit, AG Open Source, AG Plattformen, AG Startup-Förderung, AG Web3 und die AG Zukunft der Arbeit. Koordiniert wird die Arbeit im „Vereinsheim“ – einer eigenen Humhub-Instanz.
Große Aufmerksamkeit erhielt der Verein vor allem in den Diskussionen um die Einführung einer Vorratsdatenspeicherung in Deutschland. So stellte der Verein unter anderem Musteranträge für SPD-Gliederungen zur Verfügung, um einen Beschluss zur Nicht-Einführung einer Vorratsdatenspeicherung auf dem SPD-Parteikonvent 2015 durchzusetzen. Ebenso unterstützte der Verein das Mitgliederbegehren der SPD-Basis zur Absage einer Vorratsdatenspeicherung. Das Gesetz zur Vorratsdatenspeicherung wurde letztendlich 2015 von der Großen Koalition verabschiedet, im Frühjahr 2016 kündigte D64 eine Verfassungsbeschwerde vor dem Bundesverfassungsgericht an, diese ist weiterhin dort anhängig.
In der Kampagne zur umstrittenen europäischen Richtlinie zum Urheberrecht war D64 auf verschiedenen Ebenen mit aktiv. Besonders als Mitaufruferin der europaweiten Demos gegen Artikel 13 der Richtlinie und mit der Kampagne zu Botbriefen, mit der ein Musterbrief generiert wurde, der an Europaabgeordnete versendet werden konnte, trat der Verein hierbei in Erscheinung.
Im Februar 2021 launchte der Verein den D64 Covidbot, einen Chatbot, der auf verschiedenen Messengerdiensten und sozialen Netzwerken tägliche Updates mit aktuellen COVID-19-Zahlen wie Infektions- und Todeszahlen für abonnierte Orte versendet. Im Juni desselben Jahres wurde das Konzept einer „Login-Falle“, welches in Reaktion auf die Forderung nach Identifizierungspflichten in sozialen Netzwerken entwickelt wurde, veröffentlicht. Hierbei wird eine vorherige Speicherung personenbezogener Daten vermieden und stattdessen durch standardisierte Schnittstellen die De-Anonymisierung von Tatverdächtigen ermöglicht. Das Konzept wurde wenige Tage später von der Innenministerkonferenz als mögliches Werkzeug zur Bekämpfung von Hasskriminalität aufgenommen. Der ehemalige Hamburger Datenschutzbeauftragte Johannes Caspar nannte die „Login-Falle“ als Beispiel für „kreative Lösungen zugunsten der Meinungsfreiheit und der informationellen Integrität“, die bestehendes Überwachungsdenken aufbrechen und überwinden könnten. Im Koalitionsvertrag der Ampel-Koalition wurde die „Login-Falle“ im November 2021 als Instrument aufgenommen, um die Identifizierung von Täterinnen und Täter zu erreichen.
Im November 2022 startete der Verein eine eigene Mastodon-Instanz unter d-64.social und erneuerte mit seiner „Charta“ sein Grundsatzprogramm.

## Rezeption
D64 versteht sich selbst auch durch die Satzung gestützt als parteiunabhängiger Verein, auch wenn „[er] inhaltlich der sozialdemokratischen Idee nahe steht und einige der Gründungsmitglieder auch Mitglieder in der SPD sind.“
Der Verein wird vielerorts dennoch über seine Nähe zur SPD identifiziert, vergleichbar mit ähnlich organisierten Vereinen der deutschen Parteienlandschaft, wie beispielsweise cnetz – Verein für Netzpolitik e. V. Medien interpretierten die Gründung von D64 (und ähnlichen Vereinen und Verbänden) vor allem mit dem zeitweisen Aufstieg der Piratenpartei und der Nichtbesetzung netzpolitischer Themen durch bestehende Parteien.
In den Medien wird der Verein im Spannungsfeld der Netzpolitik häufig deutlich über seine Kampagnen wahrgenommen, vor allem wenn sich der Verein gegen Positionen der Großen Koalition im Allgemeinen und der SPD-Führung bzw. den SPD-geführten Ministerien im Besonderen wendet.

## Mitglieder
Der eingetragene Verein hat seinen Sitz in Berlin und ist als gemeinnützig anerkannt. Im Dezember 2020 hatte er 600 Mitglieder; im Januar 2022 735. Er wird von zwei gleichberechtigten Vorsitzenden geleitet, dies sind seit der letzten Vorstandswahl im November 2022 und der Nachwahl im Oktober 2023 Svea Windwehr und Erik Tuchtfeld. Beide wurden bei den letzten Wahlen im November 2024 im Amt bestätigt. Zum ehrenamtlichen Vorstand gehören außerdem die Beisitzer Anna Lob, Bendix Sältz, Marlene Straub, Monika Ilves, Dirk Schoemakers und Yannick Müller sowie die Finanzvorständin Kathrin Kloppe. Ein ehrenamtlicher Beirat unterstützt den Vorstand. Seine Mitglieder sind Laura Sophie Dornheim, Jeanette Hofmann, Felix Reda, Alexander Schweitzer und Sara Weber.
Weitere bekannte Mitglieder sind Björn Böhning, Leonhard Dobusch, Katja Diehl, Saskia Esken, Verena Hubertz, Bijan Kaffenberger, Valentina Kerst, Lars Klingbeil, Sven Krumbeck, Nico Lumma, Stephan Noller, Gerold Reichenbach, Martin Rosemann, René Schneider, Tiemo Wölken, Jens Zimmermann und Brigitte Zypries. Zu den Gründungsmitgliedern gehörten Nico Lumma, Heiko Hubertz, Lars Klingbeil, Björn Böhning, Stefan Keuchel, Teresa Bücker, Mercedes Bunz und Mario Sixtus.

## Finanzierung und Beiträge
Für das Geschäftsjahr 2023 weist D64 Mitgliedsbeiträge in der Größenordnung von knapp 80 T€, knapp 150 T€ durch Sponsoring und Spenden sowie gut 7 T€ aus Marketing und Veranstaltungen aus. Acht konkrete Regelungsvorhaben, in die sich D64 eingebracht hat sowie 6 Stellungnahmen werden genannt. 743 natürliche Personen als Mitglieder stehen im Lobbyregistereintrag.

## Vorsitzende
- 2011–2012: Mathias Richel

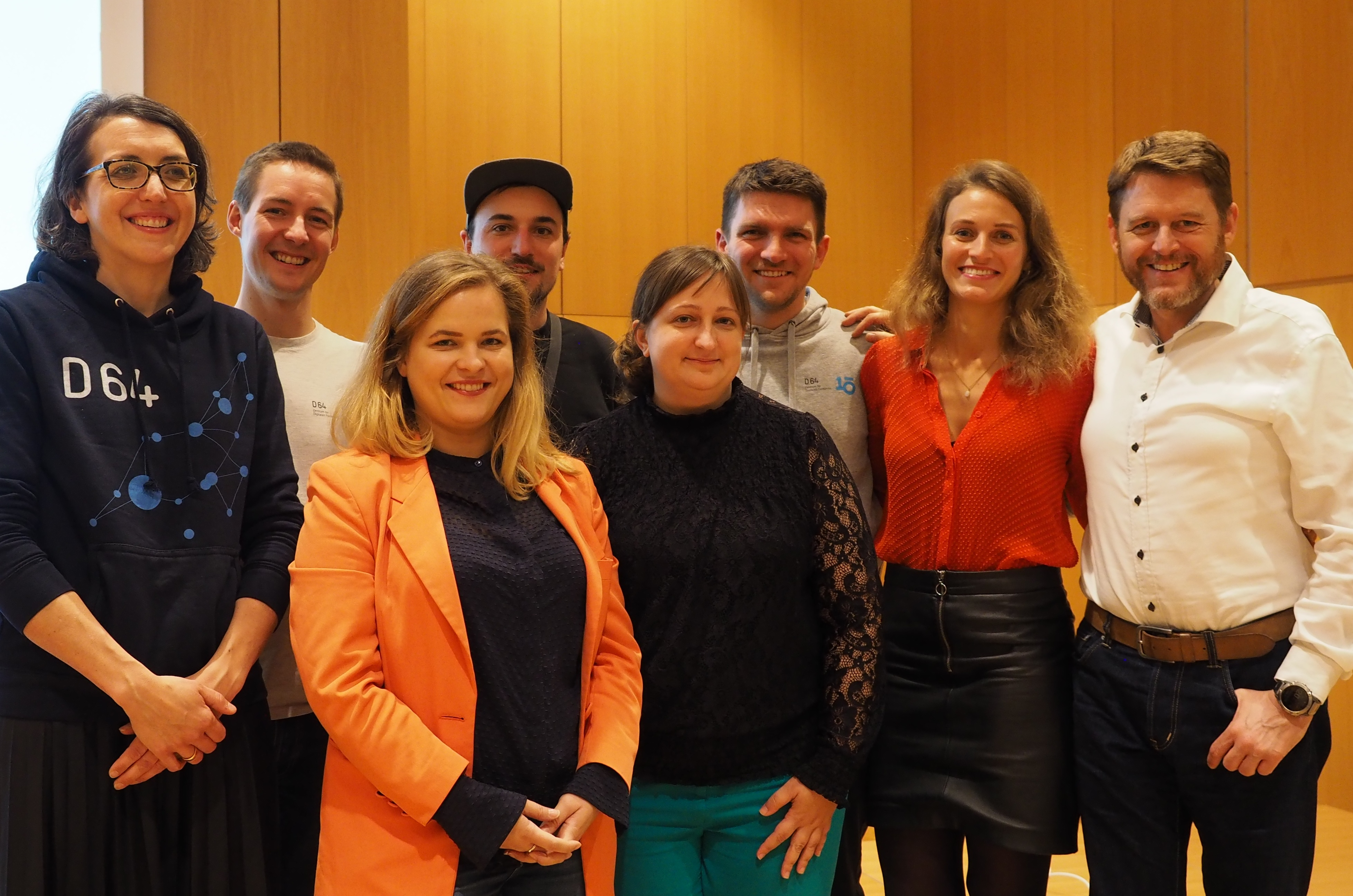
Der Vorstand von D64 im Jahr 2022. v. l. n. r.: Anne Schwarz, Bendix Sältz, Monika Ilves, Philipp Marten, Verena Holtz, Erik Tuchtfeld, Lena M. Stork, Ralf Jäger. Nicht im Bild: Anna Lob.

- 2012–2016: Valentina Kerst und Nico Lumma
- 2016–2018: Laura-Kristine Krause und Nico Lumma
- 2018–2020: Laura-Kristine Krause und Henning Tillmann
- 2020–2022: Henning Tillmann und Marina Weisband
- 2022–2023: Anne Schwarz und Erik Tuchtfeld
- seit 2023: Svea Windwehr und Erik Tuchtfeld